# Liisa-Ly Pakosta
Liisa-Ly Pakosta (ur. 3 września 1969 w Tallinnie) – estońska polityk i urzędniczka, deputowana, od 2024 minister sprawiedliwości i technologii informacyjnych.

## Życiorys
W 1993 ukończyła historię na Uniwersytecie w Tartu, a w 2021 prawo na Uniwersytecie Tallińskim. Pracowała m.in. jako urzędniczka ministerstwa spraw zagranicznych i administracji miejskiej w Tallinnie. W latach 1999–2001 pełniła funkcję zastępcy burmistrza estońskiej stolicy. Później kierowała projektami w Estońskiej Akademii Sztuki, była też wykładowczynią tej uczelni. W latach 2008–2009 była dyrektorką departamentu planowania w ministerstwie spraw wewnętrznych.
Należała do ugrupowania Isamaa ja Res Publica Liit, które opuściła w 2015. Zasiadała w radzie miejskiej Tallinna, w latach 2009–2014 sprawowała mandat deputowanej do Zgromadzenia Państwowego XI i XII kadencji. W latach 2015–2022 pełniła funkcję komisarza do spraw równouprawnienia płci i równego traktowania, a w 2022 była dyrektorem generalnym Muinsuskaitseamet, rządowej rady do spraw ochrony dziedzictwa.
W 2023 dołączyła do partii Estonia 200, w tym samym roku z jej ramienia uzyskała mandat poselski. W lipcu 2024 objęła stanowisko ministra sprawiedliwości i technologii informacyjnych w nowo powołanym rządzie Kristena Michala.